# DNA-polymeras

Steg i replikationen som utförs av DNA-polymeras

DNA-polymeras är ett enzym (ett polymeras) som är aktivt vid replikation av cellernas DNA, vilket är det första steget i celldelningen. Dess specifika uppgift är att påskynda sammanfogningen av nukleotider, DNA:s informationsbärare, med komplementära nukleotider på DNA-kedjans nukleotider (A–T, C–G). 
DNA-polymeras finns i alla levande organismer. Det finns dock inte i en del virus som har sitt genom i form av RNA istället för DNA och därför bara använder sig av RNA-polymeras. 
Det finns ett antal olika varianter av DNA-polymeras som används i olika faser av replikationen. Hos prokaryoter betecknas dessa med romerska siffror: DNA-polymeras I, II, III, IV respektive V, medan de hos eukaryoter betecknas med grekiska bokstäver: α, β, γ, δ, ε etcetera.
I molekylärbiologiska och biokemiska laboratorier används ofta ett värmestabilt DNA-polymeras som kallas taq-polymeras. Detta enzym tillhör ursprungligen bakterien Thermus aquaticus som lever i varma källor, och vars beståndsdelar alltså är extremt värmetåliga. Upptäckten renderade det möjligt att effektivt kunna tillverka stora mängder av specifika DNA-sekvenser med hjälp av metoden PCR. I dag existerar flera olika typer av taq-polymeraser som kan köpas kommersiellt, varav de flesta är genetiskt modifierade för ändamålet; det ursprungliga taq-polymeraset saknar korrekturläsningsförmåga vilket leder till en hög mutationsfrekvens.